# McCartney (album)
McCartney è il secondo album da solista di Paul McCartney, pubblicato il 17 aprile del 1970. È il suo primo album in studio e, per di più, dopo lo scioglimento dei Beatles.

## Descrizione
Venne pubblicato dopo l'abbandono dei Beatles il 17 aprile nel Regno Unito e il 20 aprile negli USA dalla Apple Records. Venne realizzato interamente dal solo McCartney tranne che per alcune parti vocali opera di sua moglie Linda. McCartney stesso ha dichiarato di aver suonato, tra gli altri strumenti: basso, batteria, chitarra, organo Hammond, pianoforte e archi.

### Registrazione
Registrato privatamente fra la sua casa a Londra e gli studi di Abbey Road, tra la fine del 1969 e il marzo del 1970 sotto lo pseudonimo di "Billy Martin", lo sviluppo dell'album è stato intrapreso quando ormai i Beatles si stavano separando.
Le registrazioni cominciarono poco prima del Natale 1969: la prima canzone registrata sul quattro piste di Paul nella casa di St.John's Wood fu The Lovely Linda, in cui McCartney suonò chitarra acustica, basso e percussioni, ottenute picchiettando su alcuni libri.
Paul McCartney era stato il più impegnato fra i quattro a cercare di mantenere solidità e unione nel gruppo, ma con John Lennon impegnato sia in ambito musicale e privato con Yōko Ono, e con George Harrison, che sentendosi poco considerato dal resto del gruppo, stava debuttando come solista, capì che ormai era solo questione di tempo e che la loro unione era solo una facciata per il pubblico dopo la registrazione della loro ultima fatica, Abbey Road.
Capendo che ormai la situazione era irreparabile, decise di trasferirsi con Linda e le sue due figlie Heather e la neonata Mary, dagli studi di Liverpool alla sua casa di Londra.
Il compositore aveva portato con sé un registratore portatile a nastro per registrare e successivamente esaminare il primo brano dell'album, The Lovely Linda, obiettivo che si era prefissato di completare entro la fine dell'anno. Nel frattempo, assieme ai Beatles stava completando il vero ultimo progetto della band, Let It Be. Entrambi i progetti furono pronti per il marzo del 1970 e McCartney, iniziò a pensare di pubblicare per primo il suo album da solista.
La pubblicazione dell'album fu quindi pianificata per il 17 aprile 1970 ma agli altri tre Beatles apparve subito evidente che sarebbe potuto entrare in competizione con Let It Be, album e pellicola. Ringo Starr allora, che dopo aver saputo del progetto di McCartney capì che era davvero finita, essendo quello che aveva mantenuto i rapporti migliori con McCartney, fu inviato da John e George a casa di Paul per proporgli soltanto di posticipare la data dell'uscita del suo album in modo da non scontrarsi con l'ultima fatica dei Beatles. Dopo una furibonda litigata, Starr venne cacciato in malo modo e McCartney restò irremovibile sulla data del 17 aprile per la pubblicazione, ma non prima di aver fatto un annuncio ufficiale.

#### L'annuncio dell'uscita dai Beatles
Il 10 aprile il quotidiano inglese Daily Mirror pubblica il titolo "Paul quits The Beatles", anticipando i contenuti dell'intervista contenuta nelle copie britanniche dell'album nella quale McCartney non annuncia lo scioglimento della band; ma alla domanda se prevedesse un futuro in cui la coppia Lennon-McCartney potesse ancora scrivere assieme, la risposta fu "no". La notizia fu uno shock per il mondo intero e, anche se intenzionalmente o no, fu l'ultima di una serie di avvenimenti che portò allo scioglimento dei Beatles, la cosa contribuì molto a lanciare l'album sul mercato internazionale. Il tono delle parole nell'intervista è molto risoluto e deciso, ma in realtà sono ben lungi dal rivelare il reale stato emotivo di McCartney all'epoca. Come confermerà in seguito lo stesso McCartney, in quel periodo si sentiva depresso e svuotato, emotivamente annientato dalla fine della sua avventura con i Beatles, a cui aveva dato tutto se stesso, e che aveva cercato di tenere insieme contro tutte le apparenze. Il 1970 si chiuderà con McCartney che farà causa agli altri tre ex compagni dei Beatles per sciogliere la società; iniziò così una serie di battaglie legali che terminerà solamente nel 1989.

### Ristampe
Nel 2011 l'album è stata ripubblicato dalla Hear Music/Concord Music Group come parte della serie The Paul McCartney Archive Collection. L'album è uscito in tre versioni differenti: una edizione speciale su due CD con il secondo disco contenente varie bonus track, su doppio vinile, e una deluxe edition comprendente due CD e un DVD, e un libro di 128 pagine con note e foto inedite.

## Accoglienza e critica
| Recensione                    | Giudizio |
| ----------------------------- | -------- |
| AllMusic                      | [ 10 ]   |
| The A.V. Club                 | B        |
| Blender                       | [ 12 ]   |
| Christgau's Record Guide      | B        |
| Consequence                   | [ 14 ]   |
| Encyclopedia of Popular Music | [ 15 ]   |
| MusicHound                    | [ 16 ]   |
| Pitchfork                     | 7.9/10   |
| Record Collector              | [ 18 ]   |
| The Rolling Stone Album Guide | [ 19 ]   |
| Ondarock                      | 7.5/10   |

L'album raggiunse la prima posizione negli Stati Uniti e vi rimase per tre settimane; in Gran Bretagna all'inizio l'album si piazzò fra i migliori 20 per poi raggiungere il secondo posto dove rimase per tre settimane; raggiunge la seconda posizione in Norvegia e Nuova Zelanda, la terza in Italia, Olanda ed Australia e la quarta in Francia.
George Harrison in seguito definì "magnifici" Every Night e Maybe I'm Amazed ma giudicò mediocre il resto dell'album.
La critica più comune che venne fatta all'album all'epoca era quella di sembrare un lavoro completato solo a metà, non rifinito e con delle canzoni non all'altezza di quelle dei precedenti album di McCartney con i Beatles. Melody Maker scrisse che a fronte di pezzi splendidi come Maybe I'm Amazed, che se fosse stata per esempio su Abbey Road, sarebbe considerata un classico dei Beatles, sono presenti brani come Man We Was Lonely o Kreen-Akrore che nessuno avrebbe degnato di un ascolto se non fossero stati incisi da Paul McCartney. Penny Valentine su Disc & Music Echo disse: «Non so a cosa stava pensando Paul quando ha deciso di fare questo album. Probabilmente si sta prendendo gioco di noi. Sarà anche simpatico, ma è un po' crudele, quasi come un tradimento».
Nel 1999 Neil Young introdusse McCartney nella Rock and Roll Hall of Fame e lodò l'album dicendo: «Amavo quel disco perché era così semplice. E c'era così tanto da vedere e da ascoltare. Era solo Paul. Non c'erano abbellimenti o altro;... Non era un tentativo di competere con le cose che aveva già fatto. E così uscì dall'ombra dei Beatles». Successivamente McCartney disse a Rolling Stone che, data la qualità casalinga della registrazione, egli considerava il disco essere il primo album indie della musica rock. Citando la registrazione e il missaggio casalinghi, Brent Day della rivista Paste disse di ritenerlo "uno dei primi grandi dischi lo-fi del suo tempo". L'album è uno dei due dischi della carriera solista di McCartney post-Beatles ad essere stato incluso nel libro 1001 Albums You Must Hear Before You Die.
Luca Perasi nel suo libro Paul McCartney: Recording Sessions (1969-2011) ha definito Maybe I'm amazed "il brano più notevole" della carriera solista di McCartney, che mostra il "McCartney più autentico dal punto di vista musicale ed umano".

## Tracce
Testi e musiche di Paul McCartney

### Lato A
1. The Lovely Linda[27] – 0:44
2. That Would Be Something – 2:39
3. Valentine Day (Strumentale) – 1:40
4. Every Night – 2:32
5. Hot as Sun/Glasses[28] – 2:07
6. Junk[29] – 1:55
7. Man We Was Lonely – 2:57

### Lato B
1. Oo You – 2:49
2. Momma Miss America – 4:05
3. Teddy Boy[30] – 2:23
4. Singalong Junk[31] – 2:35
5. Maybe I'm Amazed[32] – 3:51
6. Kreen-Akrore[33] (Strumentale) – 4:15

### Ristampa 2011: The Paul McCartney Archive Collection

#### Disco 1: Album originale
1. The Lovely Linda – 0:43
2. That Would Be Something – 2:38
3. Valentine Day – 1:39
4. Every Night – 2:31
5. Hot as Sun/Glasses – 2:05
6. Junk – 1:54
7. Man We Was Lonely – 2:56
8. Oo You – 2:48
9. Momma Miss America – 4:04
10. Teddy Boy – 2:22
11. Singalong Junk – 2:34
12. Maybe I'm Amazed – 3:53
13. Kreen-Akrore – 4:15

#### Disco 2: Bonus Audio Tracks (Previously unreleased)
1. Suicide (Outtake) - 2:48
2. Maybe I'm Amazed [dal documentario One Hand Clapping - 1974] - 4:53
3. Every Night [Live At Glasgow, 17 December 1979] - 4:30
4. Hot as Sun [Live At Glasgow, 17 December 1979] - 2:27
5. Maybe I'm Amazed [Live At Glasgow, 17 December 1979] - 5:11
6. Don't Cry Baby - Versione strumentale di Oo You - 3:07
7. Women Kind (Demo) [Mono] - 2:09

#### DVD: Bonus Film
1. "The Album Story"
2. "The Beach"
3. Maybe I'm Amazed Music Video
4. Suicide [dal documentario One Hand Clapping - 1974]
5. Every Night [Live at Concert for the People of Kampuchea - 29 dicembre 1979]
6. Hot as Sun [Live at Concert for the People of Kampuchea - 29 dicembre 1979]
7. Junk ["MTV Unplugged" Performance - 25 gennaio 1991]
8. That Would Be Something ["MTV Unplugged" Performance - 25 gennaio 1991]

## Formazione
- Paul McCartney - voce, armonie vocali, cori basso, pianoforte, chitarre acustiche, chitarra solista, organo, mellotron, batteria, percussioni, xilofono giocattolo, effetti sonori
- Linda McCartney - armonie vocali, cori

## Curiosità
- I brani Momma Miss America e Singalong Junk, a 26 anni dalla loro pubblicazione, sono stati inseriti nella colonna sonora del film Jerry Maguire di Cameron Crowe.
- In coda al brano Hot as a Sun/Glasses è udibile un frammento della canzone Suicide, provata durante le Get Back Sessions ma mai utilizzata. Originariamente il pezzo era stato composto da McCartney con l'intenzione di offrirlo a Frank Sinatra.[21]